# NGC 3967
NGC 3967 est une galaxie lenticulaire vue par la tranche et située dans la constellation de la Coupe. NGC 3967 a été découverte par l'astronome allemand Wilhelm Tempel en 1881.

## Caractéristiques
Sa vitesse par rapport au fond diffus cosmologique est de 5 953 ± 41 km/s, ce qui correspond à une distance de Hubble de 87,8 ± 6,2 Mpc (∼286 millions d'al).
À ce jour, une mesure non basée sur le décalage vers le rouge (redshift) donne une distance d'environ 53,900 Mpc (∼176 millions d'al). Cette valeur est loin à l'extérieur des valeurs de la distance de Hubble. Notons cependant que c'est avec la valeur moyenne des mesures indépendantes, lorsqu'elles existent, que la base de données NASA/IPAC calcule le diamètre d'une galaxie et qu'en conséquence le diamètre de NGC 3967 pourrait être d'environ 39,6 kpc (∼129 000 al) si on utilisait la distance de Hubble pour le calculer.